# Герасимовка (Покровский район)
Герасимовка (укр. Герасимівка) — село,
Андреевский сельский совет,
Покровский район,
Днепропетровская область,
Украина.
Код КОАТУУ — 1224281204. Население по переписи 2001 года составляло 80 человек .

## Географическое положение
Село Герасимовка находится на левом берегу реки Гайчур,
выше по течению на расстоянии в 2 км расположено село Песчаное,
ниже по течению на расстоянии в 0,5 км расположено село Братское,
на противоположном берегу — село Андреевка.

## История
- 1930 — дата основания.